# Zacharie d'Alexandrie
Zacharie d'Alexandrie est un  patriarche copte d'Alexandrie du 16 janvier 1004 au 4 janvier 1032.

## Contexte
Zacharie ou Zaccaria nait à Alexandrie selon Abū al-Makārim, qui écrit dans le dernier quart du XIIe siècle, Zacharie est économe de l'église Saint-Michel avant d'être élu au patriarcat en 1004 comme successeur de Philothée.
Accusé de simonie auprès du calife fatimide Al-Hakim bi-Amr Allah, ce dernier le fait emprisonner en 1009. Relâché l'année suivante,  il se retire dans le  Monastère  Saint-Macaire de Scété où il réside pendant neuf années; Pendant cette période les musulmans persécutent les chrétiens d'Egypte. Zacharie établit ensuite sa résidence au Caire.
Il est le dernier patriarche d'Alexandrie à être autorisé par le Calife Fatimide à adresser librement des correspondances aux rois de Nubie et d'Éthiopie, toutefois lorsque le Calife et son vizir reçoivent une lettre de l'un de ces rois, ils sont contraints de lui demander de rédiger les réponses.
Zacharie meurt le 4 janvier 1032 en 748 A.M. suivant le calendrier copte et l'an 424 du calendrier islamique. Il est enseveli dans l'église de Sainte-Marie de Babylone Al-Darag, dans le quartier copte de la cité du Caire.